# Liogma serraticornis
Liogma serraticornis är en tvåvingeart som beskrevs av Alexander 1919. Liogma serraticornis ingår i släktet Liogma och familjen mellanharkrankar. Inga underarter finns listade i Catalogue of Life.